# Vârful Penteleu
Vârful Penteleu este un vârf muntos situat în Masivul Penteleu, județul Buzău. Altitudinea sa este 1772 metri, cea mai înaltă din Munții Buzăului.